# Ataenius hygrophilus
Ataenius hygrophilus är en skalbaggsart som beskrevs av Renaud Maurice Adrien Paulian 1947. Ataenius hygrophilus ingår i släktet Ataenius och familjen Aphodiidae. Inga underarter finns listade.